# La Montañuela
La Montañuela è un comune (corregimiento) della Repubblica di Panama situato nel distretto di Atalaya, provincia di Veraguas. Si estende su una superficie di 27,6 km² e conta una popolazione di 786 abitanti (censimento 2010).